# 新墨西哥州众议院
新墨西哥众议院（英語：New Mexico House of Representatives）是美国新墨西哥议会的下议院。新墨西哥州众议院共有70名议员，每届任期2年。新墨西哥州众议院领导人为众议院发言人。